# Bazoches-sur-le-Betz
Bazoches-sur-le-Betz è un comune francese di 950 abitanti situato nel dipartimento del Loiret nella regione del Centro-Valle della Loira.

## Storia

### Simboli
Lo stemma è stato adottato il 2 luglio 2009.
Lo sfondo azzurro e lo scaglione sono ripresi dai blasoni di alcune delle famiglie che ressero la signoria di Bazoches come i de Creil e i Rigoley d'Ogny.
La fascia ondata in divisa si riferisce al fiume Betz che attraversa il territorio comunale e i covoni simboleggiano l'attività agricola e la produzione locale di cereali.
Il toponimo trae origine da un antico castello dove veniva amministrata la giustizia e il concetto di "luogo di giustizia" è rappresentato dalla quercia. Il giglio stilizzato del logo del Loiret è stato aggiunto nel capo per sottolineare l'appartenenza del comune a questo dipartimento.

## Società

### Evoluzione demografica
Abitanti censiti